# مرجانی‌قارچیان
مرجانی‌قارچیان (نام علمی: Clavariaceae) نام یک تیره از راسته قارچ‌های تیغک‌دار است.